# 塔甸镇
塔甸镇，是中华人民共和国云南省玉溪市峨山彝族自治县下辖的一个镇。

## 行政区划
塔甸镇下辖以下地区：
塔甸村、嘿腻村、瓦哨宗村、七溪村、亚尼村、海味村和大西村。